# 말뚝망둥어
말뚝망둥어는 망둑어과의 물고기이다. 같은 속의 큰볏말뚝망둥어와 유사하다.

## 특징
몸길이는 10 cm 정도이고 내만이나 강 하구, 조수가 드나드는 간석지 등에 산다. 간조 때에는 수면 위로 활발히 뛰어오르기도 하며, 주로 낮에 활동한다. 산란기는 6-7월로, Y자 또는 L자 모양의 구멍을 파고 그 속에 들어가 알을 낳는다. 간조 때에 조개류·갑각류 등을 잡아먹는다.

## 분포 지역
한국 서남해 및 일본·중국·폴리네시아·오스트레일리아·인도·북아메리카 등지의 연해에 분포한다.